# Hermano te estoy hablando
Hermano te estoy hablando es un álbum perteneciente al cantautor uruguayo Jaime Roos, editado en el año 2009, bajo el sello Montevideo Music Group.

## Lista de canciones
1. Hermano te estoy hablando
2. Quince abriles
3. Chalaloco
4. Lluvia con sol
5. Expreso horizonte
6. Good bye (El tazón de té)
7. Ella allá
8. Laraira
9. Milonga de gauna
10. Conversación
11. El beso
12. Nocturno
13. Golondrinas
14. Postales para Mario
15. Vida número dos
16. Una vez más